# Henry FitzGerald, XII conde de Kildare
Henry Fitzgerald, XII conde de Kildare (1562-1 de agosto de 1597) fue un soldado y noble irlandés.

## Contexto
Kildare fue el segundo hijo de Gerald FitzGerald, XI conde de Kildare y Mabel Browne. Su hermano mayor falleció en 1580, y Henry heredó el condado en 1585.

## Carrera militar
Apodado "na Tuagh", o Henry "de las hachas", luchó contra los Armada Invencible española en 1588. En 1597 ayudó a sofocar el levantamiento del Conde de Tyrone en el Ulster, donde resultó mortalmente herido, en una escaramuza en el río Blackwater en julio de 1597. Fue llevado a Drogheda donde falleció el 30 de septiembre de 1597.

## Familia
Kildare se casó con Frances, hija de Charles Howard, conde de Nottingham y Katherine Carey, en 1589. No tuvieron hijos y Kildare fue sucedido por su hermano William FitzGerald, XIII conde de Kildare. Le sobrevivieron al menos dos hijas:
- Bridget, (c. 1590 – muerto entre 1661 y 1683), casada en primer lugar con Rory O'Donnell, conde de Tyrconnell, y segundamente con Nicholas Barnewall, vizconde Barnewall.[3]
- Elizabeth, casada con Luke Plunkett, conde de Fingall, cuando era Barón Killeen.[1] Murió en Londres en 1611.